# Erioptera parva
Erioptera parva är en tvåvingeart. Erioptera parva ingår i släktet Erioptera och familjen småharkrankar.

## Underarter
Arten delas in i följande underarter:
- E. p. brasiliensis
- E. p. parva